# Дахлик
Дахли́к (дахаалик, дахалик, дахлак) — недавно (1996 г.) открытый язык, на котором говорят только в Эритрее у побережья Массауы, на трёх островах архипелага Дахлак: о. Дахлак Кебир, о. Нора и о. Дехил. Язык насчитывает 2,5—3 тысячи носителей.
Дахлик относится к эфиосемитской языковой группе и близкородственен языкам тигре и тигринья. Носители тигре и дахлика хорошо понимают друг друга (см. Shaebia ниже[где?]), но, по мнению М.-К. Симеоне-Сенелле (Simeone-Senelle), дахлик имеет достаточно отличий, чтобы считать его самостоятельным языком.